# Mindaugas Butkus
Mindaugas Butkus (*  6. Juni 1961) ist ein litauischer Diplomat, Botschafter.

## Leben
Nach dem Abitur  absolvierte er von 1986 bis 1992 das Diplomstudium der litauischen Sprache und Germanistik an der Vilniaus universitetas.
Seit 1992 arbeitet er als Diplomat am Außenministerium Litauens. Von 1994 bis 1995 leitete er eine Unterabteilung für multilaterale Beziehungen.
Von 1995 bis 1999 war er Berater in der litauischen Botschaft in Berlin. Von 2003 bis 2007 war er Generalkonsul in New York City. Von 2007 bis 2009 war er Politikplanungsdepartamentsdirektor am Ministerium.
Von 2009 bis 2012 war er Botschafter in Deutschland.